# Джамалутдінов Каміль Алійович
Каміль Алійович Джамалутдінов (рос. Камиль Алиевич Джамалутдинов, нар. 15 серпня 1979) — російський боксер-любитель, бронзовий призер Олімпійських ігор 2000 року, призер чемпіонату світу. Заслужений майстер спорту Росії з боксу.

## Біографія
Каміль Джамалутдінов народився 15 серпня 1979 року в селі Мугі, Акушинського району, Дегестанської АРСР. З шести років почав займатися боротьбою під керівництвом свого брата. Потім вирішив спробувати себе в секції боксу, де тренувався у Анатолія Бакульова, який був його тренером протягом усієї його кар'єри. Згодом до його тренерського штабу приєднався також московський тренер Володимир Лавров.
У 1999 році боксер зумів пробитися до основного складу збірної Росії та дебютував на чемпіонаті світу. Там йому вдалося одержати чотири перемоги та вийти у фінал змагань. Його суперником став румунський боксер Джордже Олтяну, якому Джамалутдінов програв, ставши срібним призером у легшій ваговій категорії. Вдалі виступи дали боксеру можливість представити Росію на Олімпійських іграх в Сіднеї. Він виступив у напівлегкій ваговій категорії. Після впевнених трьох стартових перемог спортсмен зустрівся у півфіналі з американським боксером Роккі Хуаресом. Нав'язати йому боротьбу Джамалутдінов не зумів (рахунок 12-23), ставши бронзовим призером змагань. За це досягнення спортсмен був нагороджений званням Заслуженого майстра спорту Росії.
В 2005 році закінчив Північно-Кавказький філіал Російської правової академії в Махачкалі.

## Любительська кар'єра
Чемпіонат світу 1999 
- 1/16 фіналу. Переміг Маджида Джалалі (Швеція) 3-1
- 1/8 фіналу. Переміг Алішера Рахімова (Узбекистан) 7-4
- 1/4 фіналу. Переміг Серіка Єлеуова (Казахстан) 12-5
- 1/2 фіналу. Переміг Західа Махтієва (Білорусь) 10-2
- Фіналу. Програв Джордже Олтяну (Румунія) 0-4

 Олімпійські ігри 2000 
- 1/16 фіналу. Переміг Відаса Бічулайтіса (Литва) 9-5
- 1/8 фіналу. Переміг Франциско Боядо (Мексика) 15-12
- 1/4 фіналу. Переміг Йосвані Агілеру (Куба) 17-12
- 1/2 фіналу. Програв Роккі Хуаресу (США) 12-23